# Likören, Larsmo
Likören är en ö i Finland. Den ligger i Bottenviken och i kommunen Larsmo i den ekonomiska regionen  Jakobstadsregionen i landskapet Österbotten, i den nordvästra delen av landet. Ön ligger omkring 96 kilometer nordöst om Vasa och omkring 420 kilometer norr om Helsingfors.
Öns area är 9,4 hektar och dess största längd är 0,5 kilometer i sydöst-nordvästlig riktning. I omgivningarna runt Likören växer i huvudsak blandskog.